# Gerhard Schmidt-Gaden
Pour les articles homonymes, voir Gerhard, Schmidt et Gaden.
Gerhard Schmidt-Gaden (né le 19 juin 1937 à Karlovy Vary en République tchèque) est un musicien allemand, chef d'orchestre et chef de chœur et un pédagogue du chant.

## Biographie
Schmidt-Gaden a étudié la Direction d'orchestre avec Kurt Eichhorn à Munich, la Direction chorale avec le professeur Kurt Thomas à Leipzig et le chant avec Helge Rosvaenge, Otto Iro et Mario Tonelli.
En 1956, il a fondé le Tölzer Knabenchor, Chœur de garçons de Tölz qui en peu d'années est devenu un des chœurs les plus demandés internationalement.
Carl Orff, Hans Werner Henze, Herbert von Karajan, August Everding (de) et Claudio Abbado figurent parmi ses principaux mécènes. Il faut souligner spécialement sa collaboration qui s'est maintenue pendant de nombreuses années avec Nikolaus Harnoncourt.
En 1978, Schmidt-Gaden a fondé le Florilegium Musicum, un orchestre de chambre pour l'interprétation de la 
musique ancienne sur des instruments d'époque.
De 1980 à 1988 il a occupé une chaire de Direction Chorale au Mozarteum de Salzbourg, de 1984 à 1989 il a été de plus chef de chœur à la Scala de Milan et il s'est occupé du chœur d'enfants de ce théâtre.
L'activité de Schmidt-Gaden à la tête du Tölzer Knabenchor nous est conservée grâce à de nombreux enregistrements discographiques, dont certains primés, comme l'Oratorio de Noël de Bach avec le Collegium Aureum, les
Petits Concerts Spirituels de Heinrich Schütz et la musique chorale religieuse de Orlando di Lasso.

### Récompenses
- 1973 Prix allemand du disque (de) pour son enregistrement de l'Oratorio de Noël de Bach.
- 1983 Bundesverdienstkreuz, Croix du mérite, la décoration la plus haute d'Allemagne.
- 1991 Oberbayerischer Kulturpreis, prix de Culture de la Haute Bavière.
- 1994 Bayerischer Verdienstorden, ordre du mérite, Bavière.
- 2000 Professeur émérite
- 2003 Echo Klassik pour l'enregistrement des Psaumes Penitenciales de Orlando di Lasso
- 2008 Kulturehrenbrief